# 엠마 레인 라일

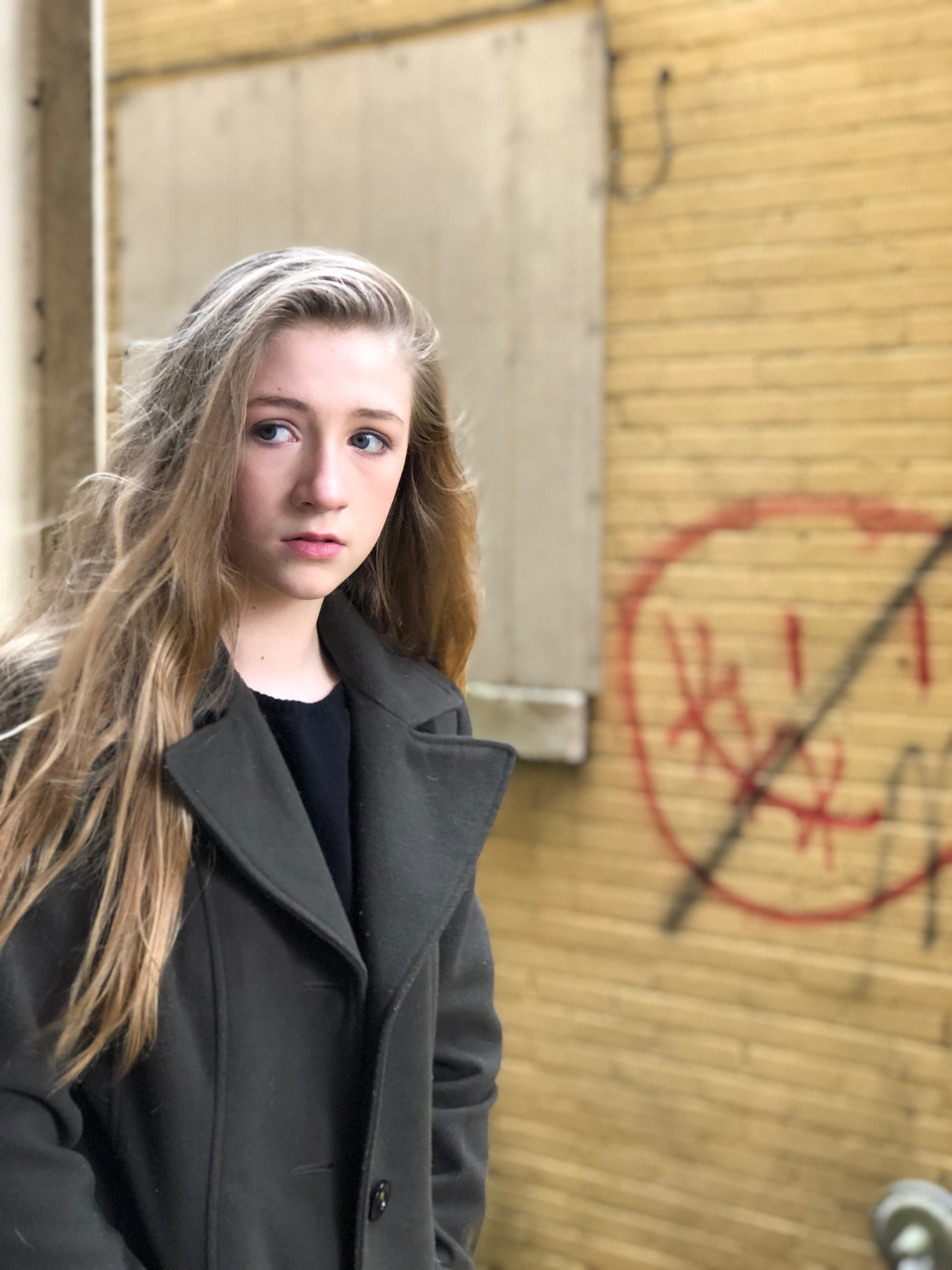

엠마 레인 라일(Emma Rayne Lyle, 2003년 8월 26일 ~ )은 미국의 배우, 텔레비전 배우, 영화배우이다.
탬파에서 태어났다.

## 영화
- 블루 (2014년)
- 언노운 콜 (2014년) - 사만다 역
- 하우스 헌팅 (2013년) - 리찌 톰슨 역
- 와이 스톱 나우 (2012년) - 니콜 역
- 리턴(영어판) (2011년) - 잭키 역